# José Gilberto Gómez
José Gilberto Gómez (22 de junio de 1991) es un tenista panameño.

## Biografía
Gómez tiene un ranking ATP de dobles más alto de su carrera de 942 logrado el 16 de junio de 2014. Gómez apareció en la Copa Visit Panamá 2017 como comodín.Gómez representa a Panamá en la Copa Davis, donde tiene un récord W/L de 1-14.